# 赫拉興山
46°41′18″N 9°48′52″E / 46.68833°N 9.81444°E

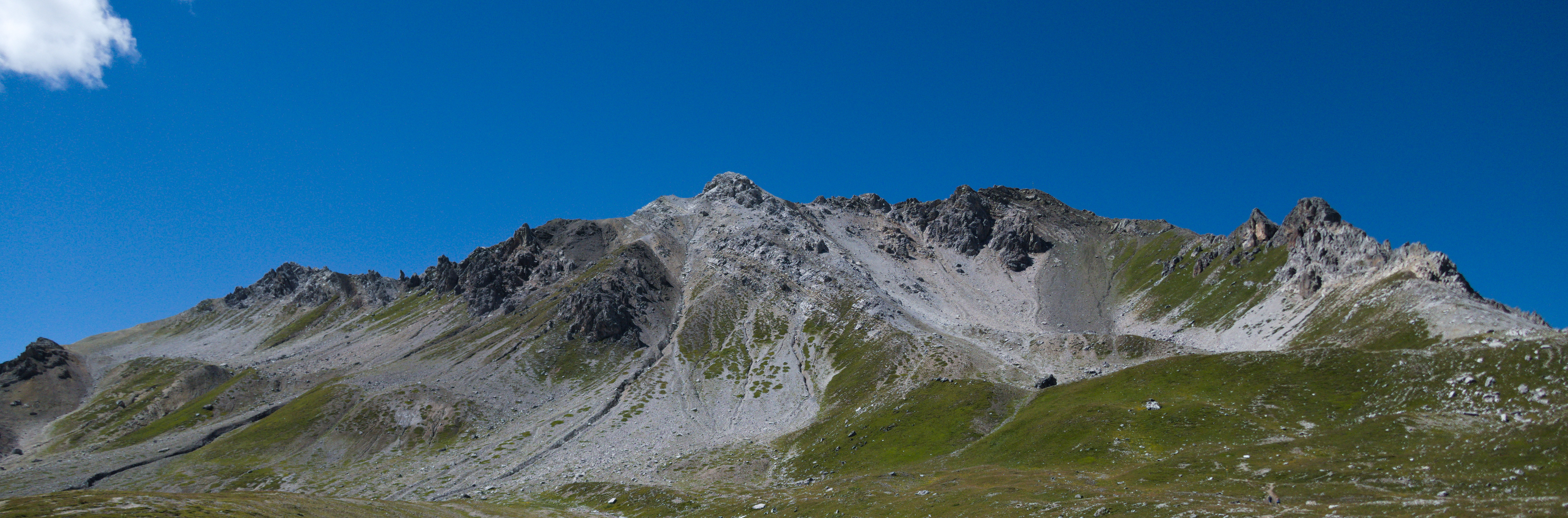

赫拉興山（Chrachenhorn），是瑞士的山峰，位於該國東南部，由格勞賓登州負責管轄，屬於阿爾布拉山脈的一部分，海拔高度2,891米，每年平均降雨量1,729毫米。